# Thurgood Marshall
Thurgood Marshall (Baltimore, 2 de juliol de 1908 - Bethesda, 24 de gener de 1993) va ser jutge del Tribunal Suprem dels Estats Units des d'octubre de 1967 fins a octubre de 1991, convertint-se així en el primer afroamericà en el càrrec.
Abans de convertir-se en jutge va tenir una reeixida carrera com a advocat, amb una alta taxa d'èxit davant del Tribunal Suprem (va ser qui més casos va portar davant d'aquesta instància) i sobretot conegut per la seva victòria en el cas Brown contra el Consell d'Educació. Va ser designat més tard pel president John F. Kennedy per treballar a la Cort Federal d'Apel·lacions del Segon Circuit, i el 1965 el president Lyndon Johnson el va nomenar primer procurador general i després el va promoure al Tribunal Suprem dels Estats Units.
Es va retirar del tribunal el 1991, per motius de salut. El llavors president George HW Bush va nominar Clarence Thomas, el qual després de ser confirmat pel Senat es va convertir en el successor de Marshall.